# Henri de Dongelberg
Henri de Dongelberg est un noble liégeois, ayant vécu au XVe siècle et qui fut seigneur de Tignée. C'est un descendant de Jean Meeuwe.

## Biographie
Henri de Dongelberg de Longchamps était le fils de Jean de Dongelberg, chevalier, seigneur de Longchamps et de Mahaut de Hemricourt, dame de Lamine. Il reçut en héritage de ses parents les seigneuries de Lamine et de Tignée.
Sa mère avait fait inscrire dans son testament daté du 11 décembre 1447, qu'il devrait « user par le conseil de Johan, seigneur de Longchamps, son frère » étant donné son jeune âge lors de la mort de sa mère en 1448. Dès le 28 janvier 1449, il hypothéqua la seigneurie de Tignée, en faveur d'Arnold de Witte, d'une rente annuelle de cinquante muids d'épautre. Le 22 février 1450, il comparut devant la Cour de Justice de Tignée et, avec le consentement de son frère Johan, il vendit de façon définitive à Arnold de Witte la terre de Tignée avec toutes ses appartenances, haute et basse justice, rentes, maison, cour, etc., moyennant la somme que de Witte lui avait donné pour constituer la rente de 1449 et, de plus, une somme de deux cents florins d'or et cinquante muids d’épeautre.
Il avait épousé Josse de Forvie, fille de Henri de Forvie, et ils eurent un fils, Jean de Dongelberg de Longchamps, qui fut seigneur de Lamine.

## Généalogie
| Jean de Brabant de Dongelberg | Jean de Brabant de Dongelberg | Jean de Brabant de Dongelberg | Jean de Brabant de Dongelberg | Jean de Brabant de Dongelberg | Jean de Brabant de Dongelberg |                    |                    | N. d'Elzée         | N. d'Elzée         | N. d'Elzée | N. d'Elzée | N. d'Elzée | N. d'Elzée |                                   |  |  |  |  |  | Raes de Hemricourt | Raes de Hemricourt | Raes de Hemricourt | Raes de Hemricourt | Raes de Hemricourt   | Raes de Hemricourt   |                      |                      | Mahaut d'Argenteau   | Mahaut d'Argenteau   | Mahaut d'Argenteau | Mahaut d'Argenteau | Mahaut d'Argenteau | Mahaut d'Argenteau |  |  |  |  |  |  |  |  |  |  |  |  |  |  |  |  |  |  |  |  |  |  |  |  |  |  |
| Jean de Brabant de Dongelberg | Jean de Brabant de Dongelberg | Jean de Brabant de Dongelberg | Jean de Brabant de Dongelberg | Jean de Brabant de Dongelberg | Jean de Brabant de Dongelberg |                    |                    | N. d'Elzée         | N. d'Elzée         | N. d'Elzée | N. d'Elzée | N. d'Elzée | N. d'Elzée |                                   |  |  |  |  |  | Raes de Hemricourt | Raes de Hemricourt | Raes de Hemricourt | Raes de Hemricourt | Raes de Hemricourt   | Raes de Hemricourt   |                      |                      | Mahaut d'Argenteau   | Mahaut d'Argenteau   | Mahaut d'Argenteau | Mahaut d'Argenteau | Mahaut d'Argenteau | Mahaut d'Argenteau |  |  |  |  |  |  |  |  |  |  |  |  |  |  |  |  |  |  |  |  |  |  |  |  |  |  |
|                               |                               |                               |                               |                               |                               |                    |                    |                    |                    |            |            |            |            |                                   |  |  |  |  |  |                    |                    |                    |                    |                      |                      |                      |                      |                      |                      |                    |                    |                    |                    |  |  |  |  |  |  |  |  |  |  |  |  |  |  |  |  |  |  |  |  |  |  |  |  |  |  |
|                               |                               |                               |                               | Jean de Dongelberg            | Jean de Dongelberg            | Jean de Dongelberg | Jean de Dongelberg | Jean de Dongelberg | Jean de Dongelberg |            |            |            |            |                                   |  |  |  |  |  |                    |                    |                    |                    | Mahaut de Hemricourt | Mahaut de Hemricourt | Mahaut de Hemricourt | Mahaut de Hemricourt | Mahaut de Hemricourt | Mahaut de Hemricourt |                    |                    |                    |                    |  |  |  |  |  |  |  |  |  |  |  |  |  |  |  |  |  |  |  |  |  |  |  |  |  |  |
|                               |                               |                               |                               | Jean de Dongelberg            | Jean de Dongelberg            | Jean de Dongelberg | Jean de Dongelberg | Jean de Dongelberg | Jean de Dongelberg |            |            |            |            |                                   |  |  |  |  |  |                    |                    |                    |                    | Mahaut de Hemricourt | Mahaut de Hemricourt | Mahaut de Hemricourt | Mahaut de Hemricourt | Mahaut de Hemricourt | Mahaut de Hemricourt |                    |                    |                    |                    |  |  |  |  |  |  |  |  |  |  |  |  |  |  |  |  |  |  |  |  |  |  |  |  |  |  |
|                               |                               |                               |                               |                               |                               |                    |                    |                    |                    |            |            |            |            |                                   |  |  |  |  |  |                    |                    |                    |                    |                      |                      |                      |                      |                      |                      |                    |                    |                    |                    |  |  |  |  |  |  |  |  |  |  |  |  |  |  |  |  |  |  |  |  |  |  |  |  |  |  |
|                               |                               |                               |                               |                               |                               |                    |                    |                    |                    |            |            |            |            | Henri de Dongelberg de Longchamps |  |  |  |  |  |                    |                    |                    |                    |                      |                      |                      |                      |                      |                      |                    |                    |                    |                    |  |  |  |  |  |  |  |  |  |  |  |  |  |  |  |  |  |  |  |  |  |  |  |  |  |  |